# Stenocereus queretaroensis
Espèce
Statut de conservation UICN

 LC  : Préoccupation mineure
Statut CITES
Stenocereus queretaroensis est une espèce de plantes de la famille des Cactaceae endémique des déserts arbustifs et des forêts tropicales sèches de l'ouest du Mexique. Ce grand cactus colonnaire qui fleurit durant la nuit est principalement pollinisé la chauve-souris Leptonycteris yerbabuenae. Il est cultivé pour son fruit comestible.

## Taxonomie
Le nom correct complet (avec auteur) de ce taxon est Stenocereus queretaroensis (F.A.C.Weber ex Mathsson) Buxb.. L'espèce a été initialement classée dans le genre Cereus sous le basionyme Cereus queretaroensis F.A.C.Weber ex Mathsson.

### Étymologie
L'épithète spécifique queretaroensis signifie « qui vit dans l'État du Querétaro ».

### Synonymie
Stenocereus queretaroensis a pour synonymes :
- Cereus queretaroensis F.A.C.Weber ex Mathsson (1891)
- Glandulicereus queretaroensis (F.A.C.Weber ex Mathsson) Guiggi (2012)
- Lemaireocereus queretarensis Britton & Rose (1916)
- Pachycereus queretarensis (F.A.C.Weber ex Mathsson) Britton & Rose (1909)
- Rathbunia queretaroensis (F.A.C.Weber ex Mathsson) P.V.Heath (1992)
- Ritterocereus queretaroensis (F.A.C.Weber ex Mathsson) Backeb. (1951)

### Noms espagnols
En espagnol, Stenocereus queretaroensis est nommé cardón, cardón pitayo, órgano, pitahaya, pitahaya de Querétaro, pitaya, pitaya de Querétaro, pitayita, pitayo, et pitayo de Querétaro.

## Description
S. queretaroensis est un cactus arborescent et colonnaire, d'une hauteur de 3 à 7 m. Il est composé d'un tronc principal d'une hauteur de 0,5 à 1,2 m pour un diamètre de 20 à 25 cm d'où se déploient des branches qui se divisent jusqu'à huit à neuf fois. L'ensemble peut atteindre 5 m de diamètre.
Il présente sept à neuf côtes de 4 à 5 cm de largeur et de 3 cm de profondeur. Ses aréoles sont elliptiques, distantes entre elles de 1 à 3 cm, brun foncé devenant noir. Ses épines sont regroupées par cinq ou six, radiales, longues de 0,5 à 3 cm de longueur, blanches devenant grises.
Les fleurs sont composées de tépales externes vert violacé, de tépales internes blancs à blanc rosé, de nombreuses étamines à filaments crème ou blanc jaunâtre et aux anthères jaune pâle et d'un style long blanc jaunâtre. Elles se présentent au sommet ou sur le flancs des colonnes.
Les fruits, qui mesurent 5 à 6 cm de diamètre, sont des baies globuleuses, déhiscentes, à peau vert rougeâtre, orange ou rouge, couvertes de nombreuses épines de près de 2 cm de long. Leur pulpe est rouge, jaune, orange, pourpre ou blanche, sucrée, avec des graines ovoïdes noires.

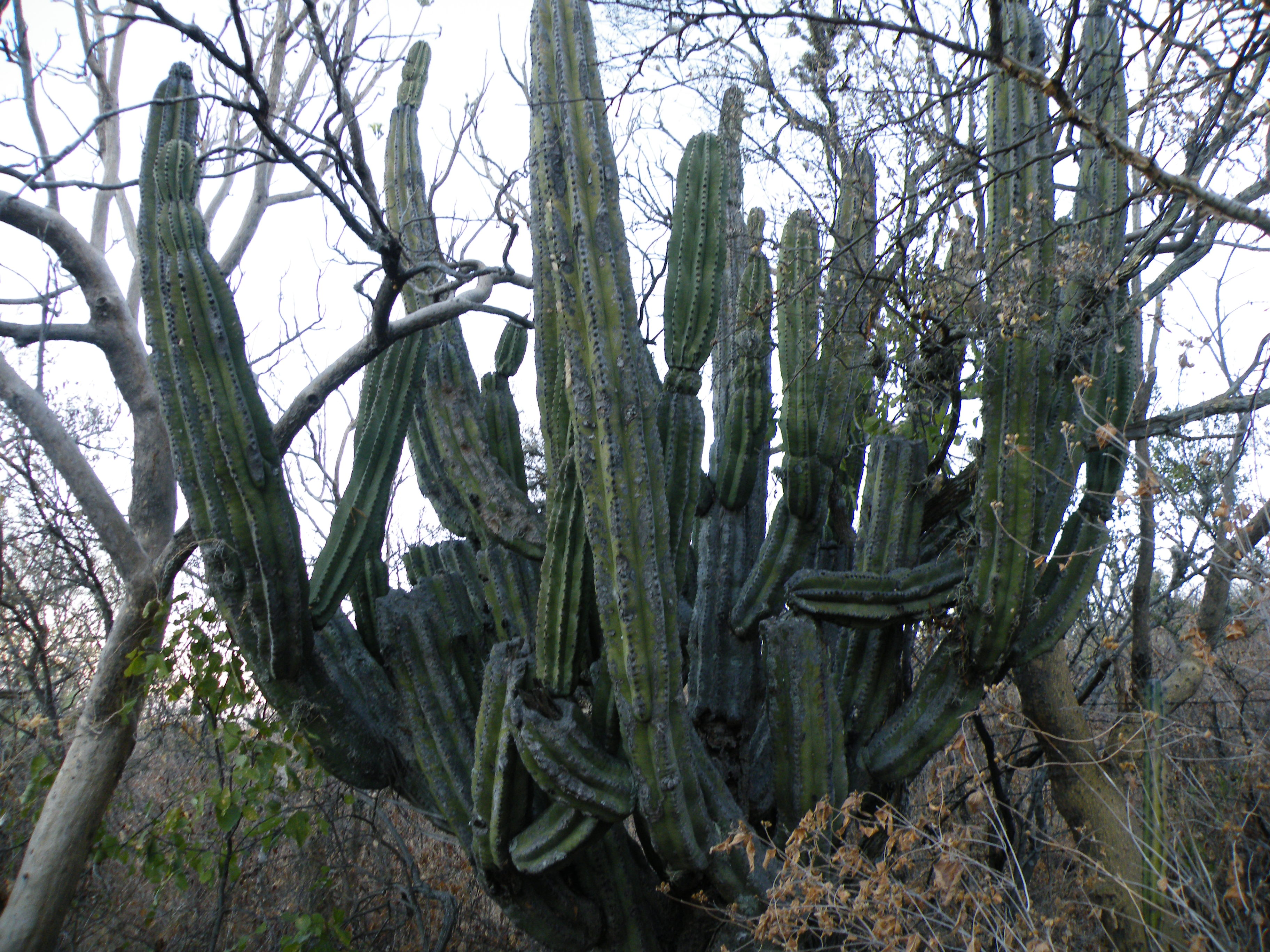
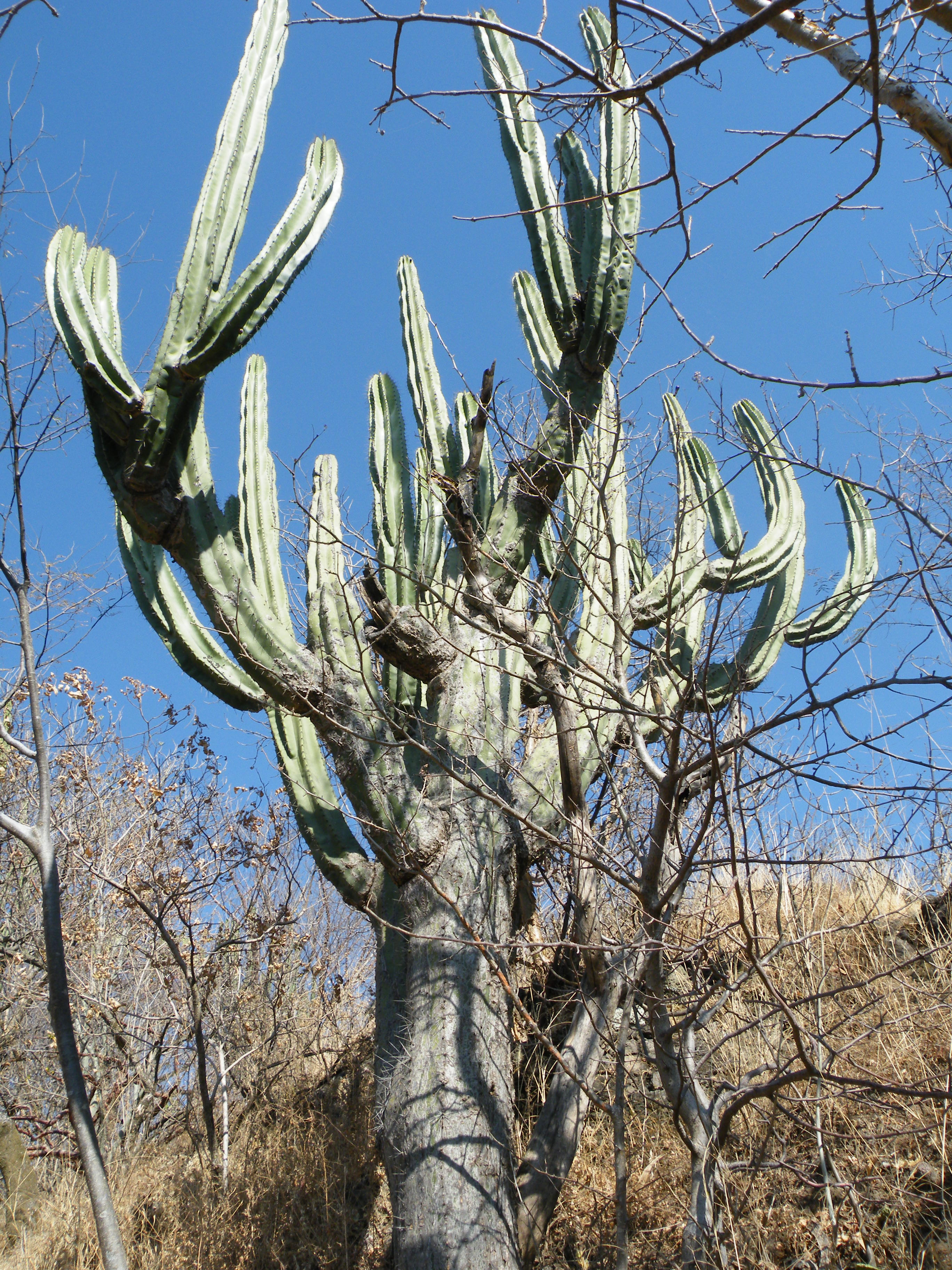
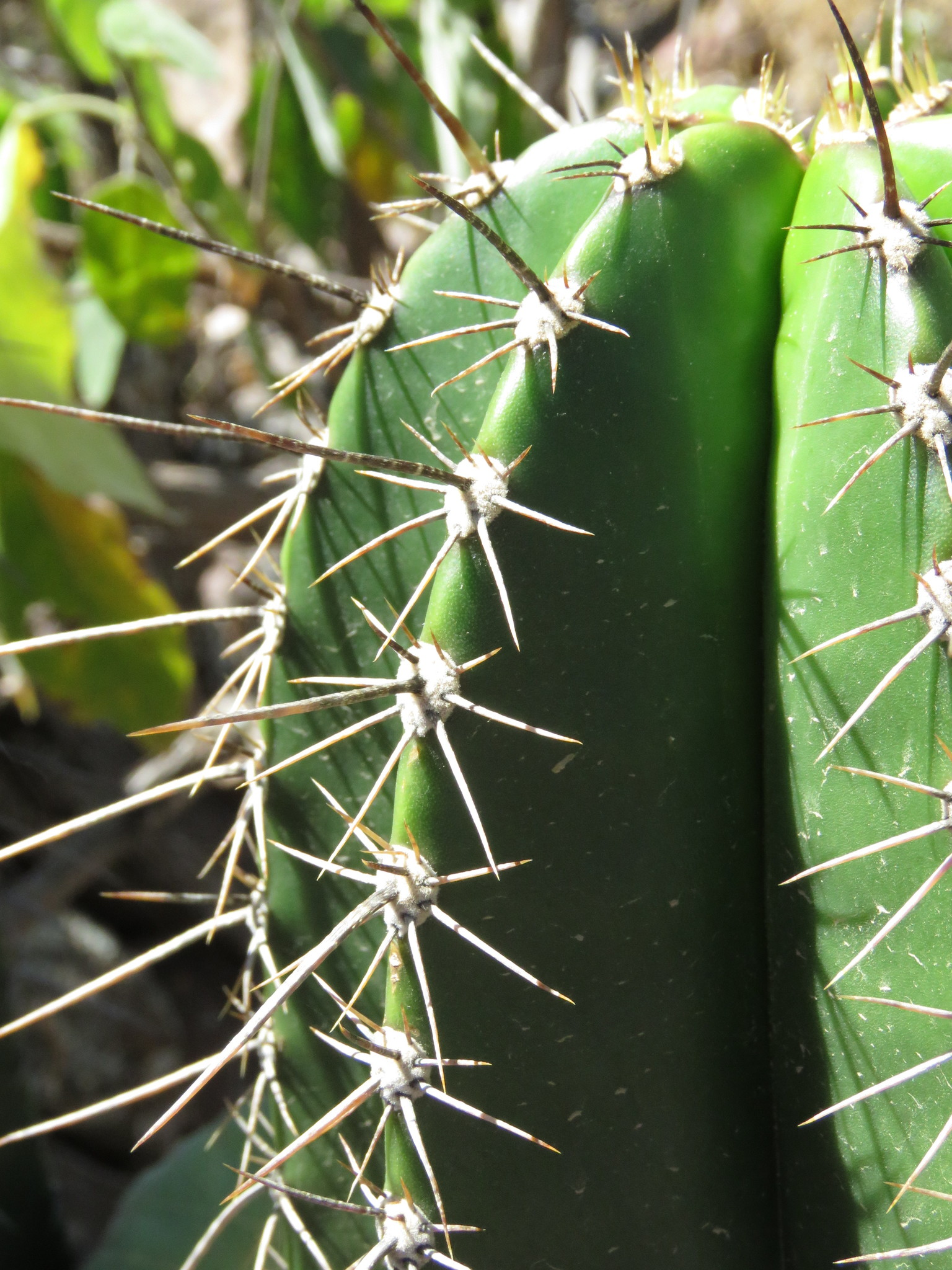
Épines.
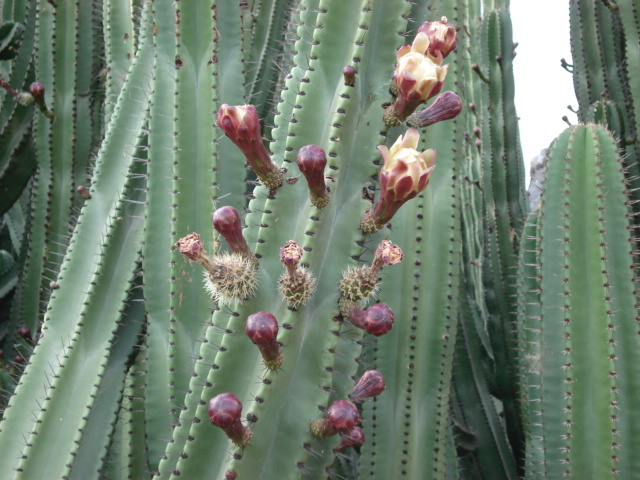
Fleurs.
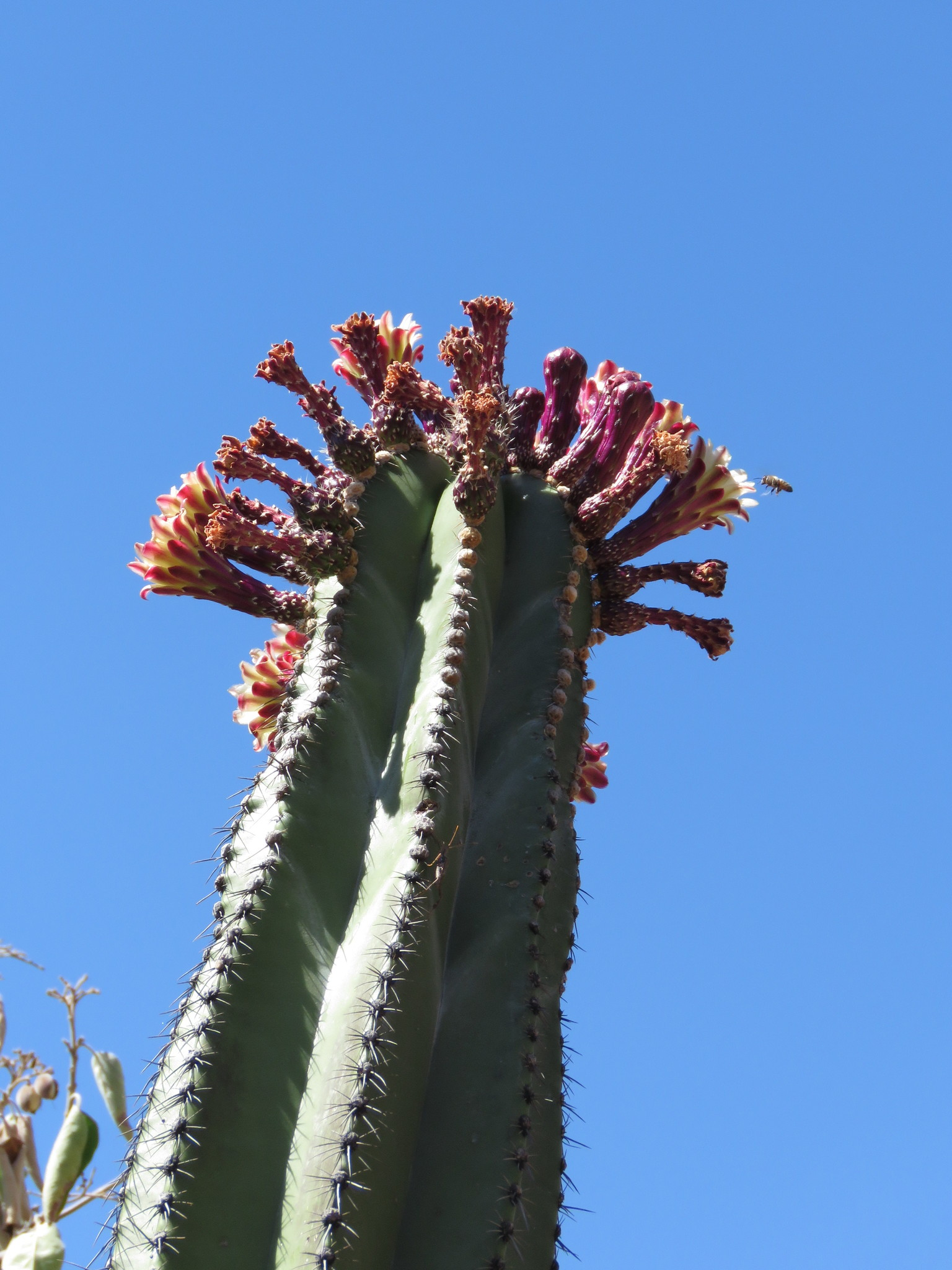
Fleurs.
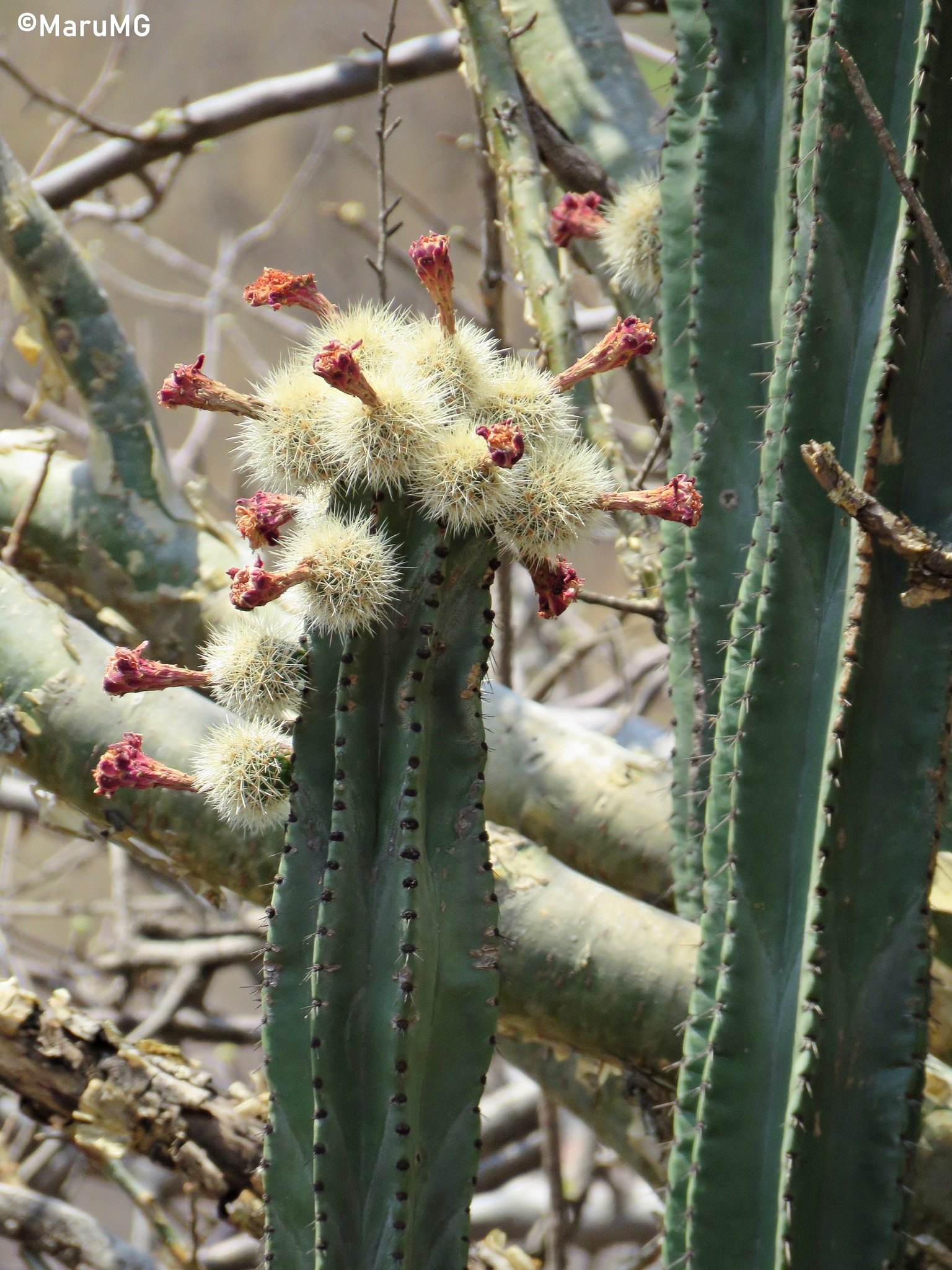
Fleurs.
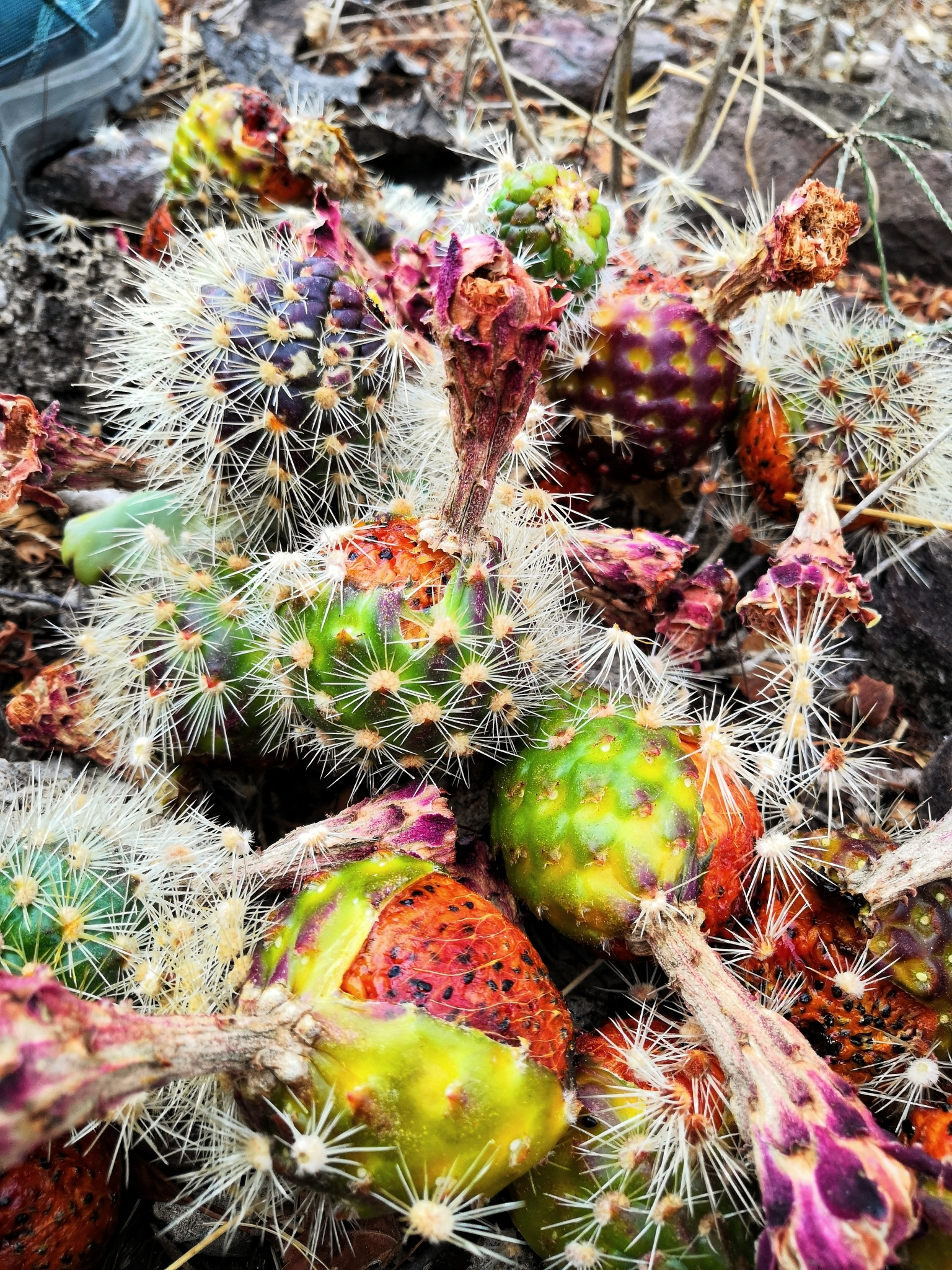
Fruits.

## Écologie et distribution

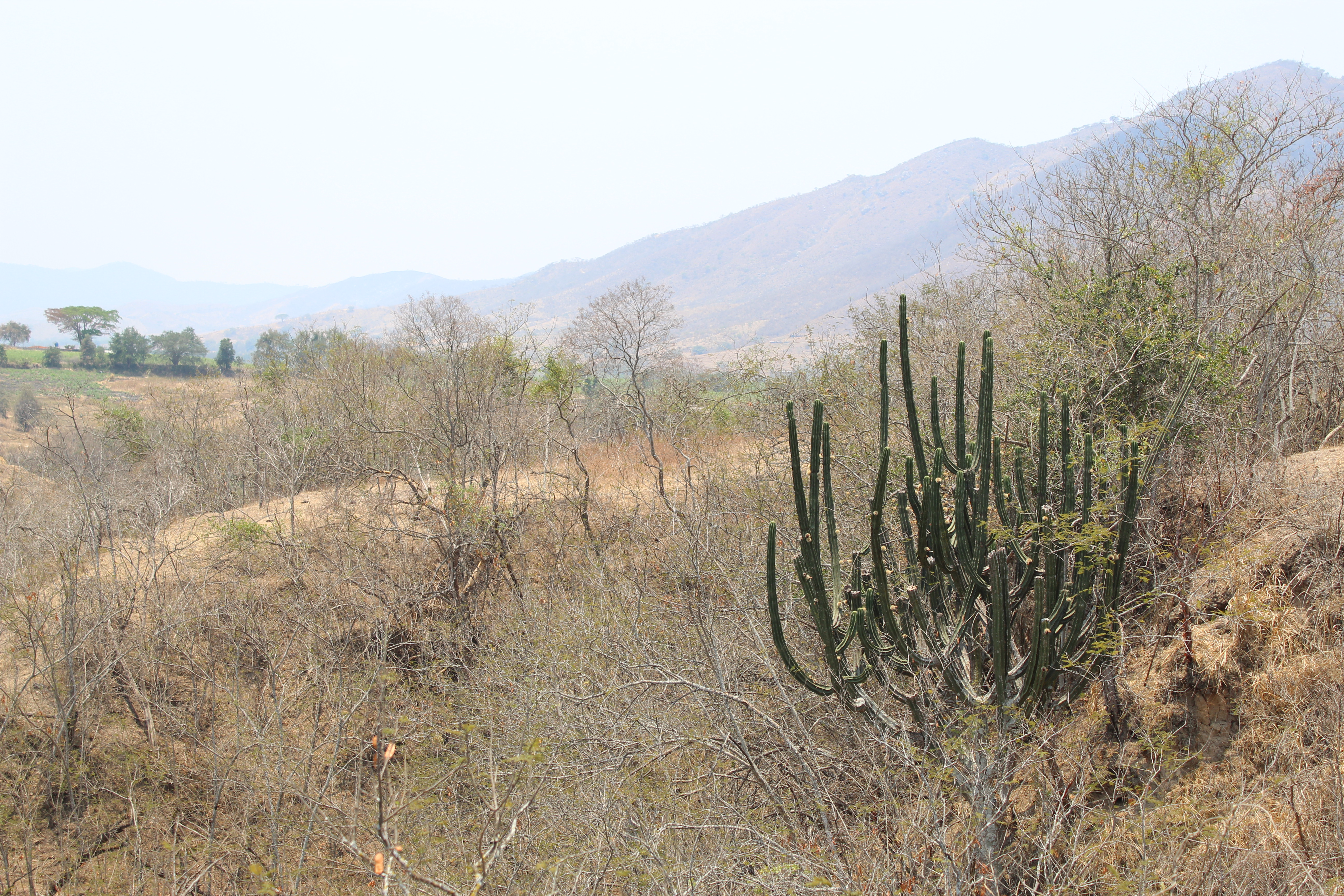
Stenocereus queretaroensis (Jalisco).

Stenocereus queretaroensis est endémique de l'ouest du Mexique, où il est répandu dans les états de Guanajuato, Jalisco, Michoacán, Nayarit, Querétaro et Zacatecas,.
Stenocereus queretaroensis apprécie les biomes des déserts et terres arbustives xériques et des forêts tropicales sèches, à des altitudes comprises entre 0 et 1 800 m, sur des sols volcaniques et calcaires. Dans certaines régions, S. queretaroensis devient le composant dominant d'une association végétale appelée « pitayeras », où il est associé à Bursera, Ceiba aesculifolia, Vachellia, Mimosa, Senna, Parkinsonia praecox, Ipomoea, Fouquieria, Celtis pallida, et à plusieurs espèces de cactus colonnaires comme Lophocereus marginatus, Myrtillocactus geometrizans, Pachycereus pecten-aboriginum, Stenocereus dumortieri et Opuntia.
Selon l'UICN, ses populations sont communes voire localement abondantes.

## Biologie

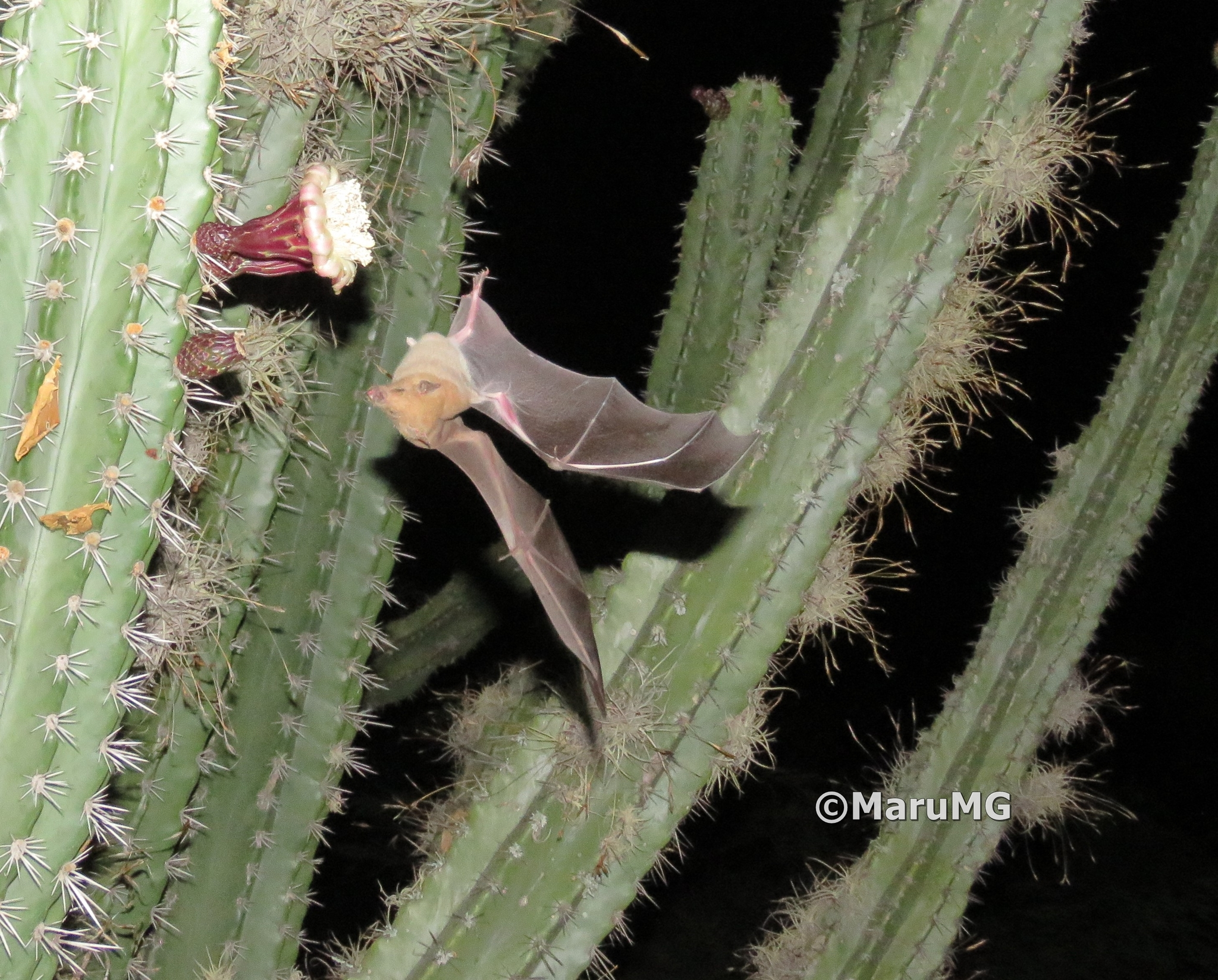
Leptonycteris yerbabuenae butinant (Guanajuato).

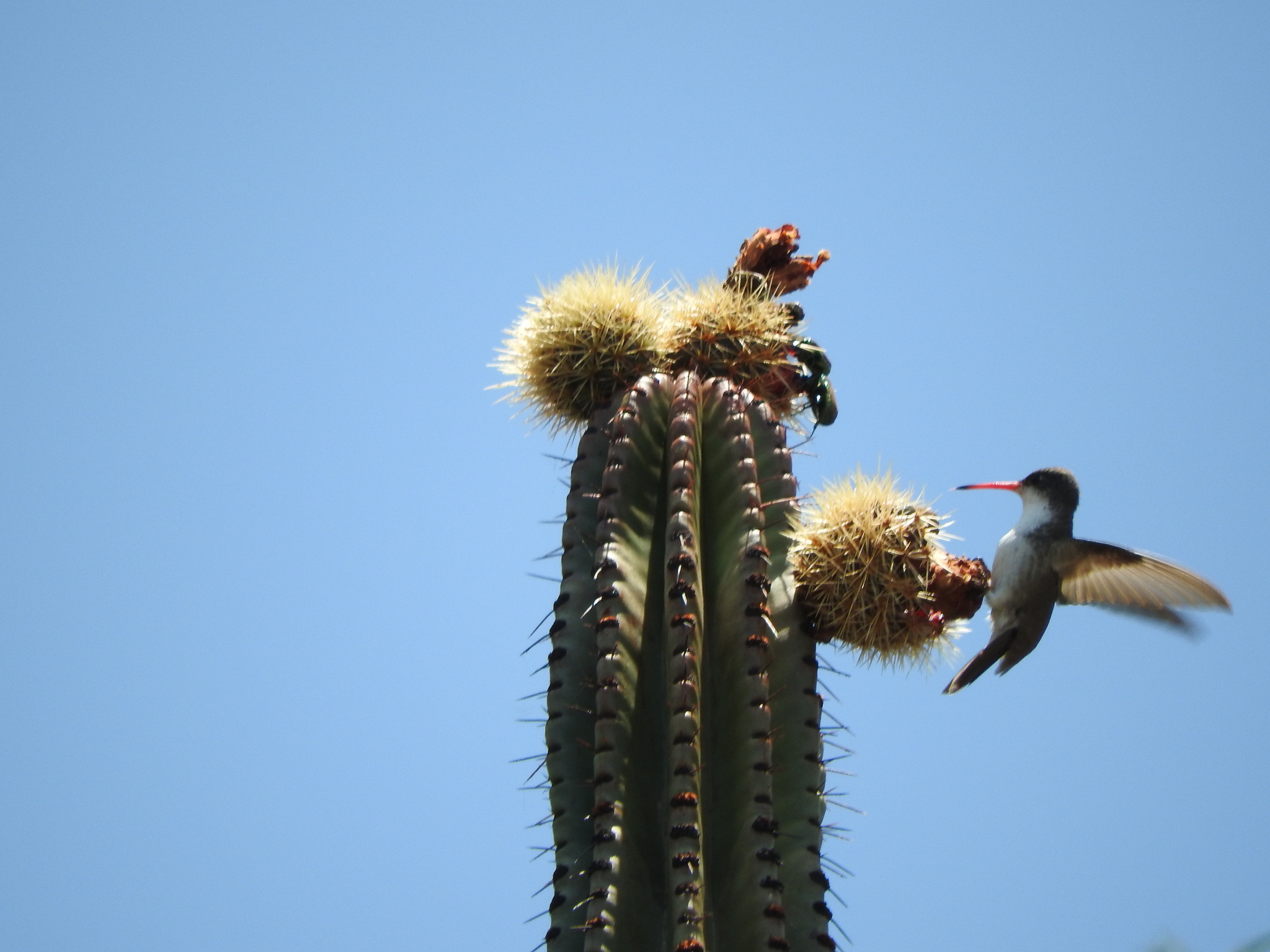
Ariane à couronne violette butinant des fleurs de S. queretaroensis.

La floraison s'étend de février à juillet, avec un pic en avril et la fructification de mars à juillet, avec un pic en mai. Les fleurs ne s'ouvrent qu'une seule journée durant la nuit et restent ouvertes jusqu'à l'après-midi du jour suivant. Elles sont auto-incompatibles et pollinisées par des chauves-souris, principalement Leptonycteris yerbabuenae, et plus rarement le genre Glossophagasoricina et la chauve-souris mexicaine à queue libre.
Des papillons de nuit de la famille des Sphingidae visitent parfois les fleurs mais ils ne sont pas pollinisateurs. Pendant la matinée et jusqu'à l'après-midi, plusieurs espèces d'abeilles visitent les fleurs de S. queretaroensis, principalement des espèces d'abeilles charpentières, d’Epicharis, d’Exomalopsis et l’Abeille domestique, ainsi que des espèces de Lasioglossum et de Agoposternon. Les oiseaux-mouches Ariane béryl et Colibri circé, le Pic élégant et l'Oriole à dos rayé visitent également des fleurs et sont considérés comme des pollinisateurs potentiels.
La dissémination des graines est assurée par les oiseaux et quelques micromammifères.
La germination a lieu dans la litière d'arbres et d'arbustes, comme les espèces de Mimosa, de Senna, de Bursera, de Vachellia et Prosopis laevigata ainsi que Celtis pallida.

## Usages
Les fruits comestibles de Stenocereus queretaroensis sont, avec ceux de S. quevedonis, S. pruinosus, S. stellatus, S. fricii, et de S. thurberi, abondamment récoltés pour l'autoconsommation et la commercialisation locale et internationale,. L'espèce sert également de fourrage, de bois de feu, de haie, de clôture et de barrière. Une fois sec sur pied, le cactus est également utilisé pour fabriquer des objets d'art.
Stenocereus queretaroensis est cultivé pour son fruit comestible. La culture se fait par bouturage des branches.

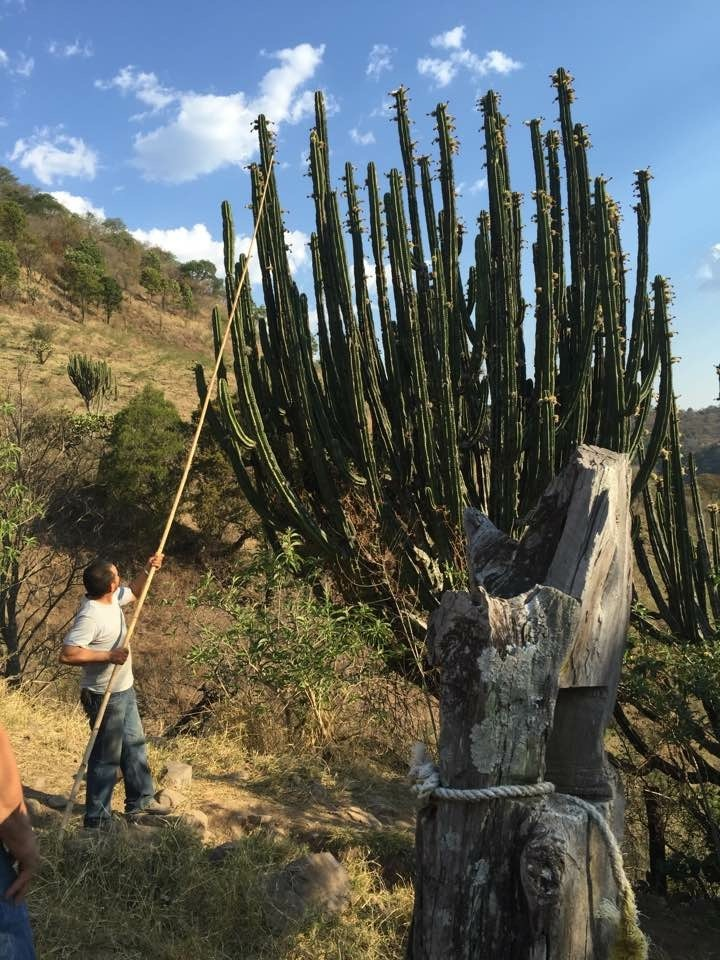
Cueillette sauvage.
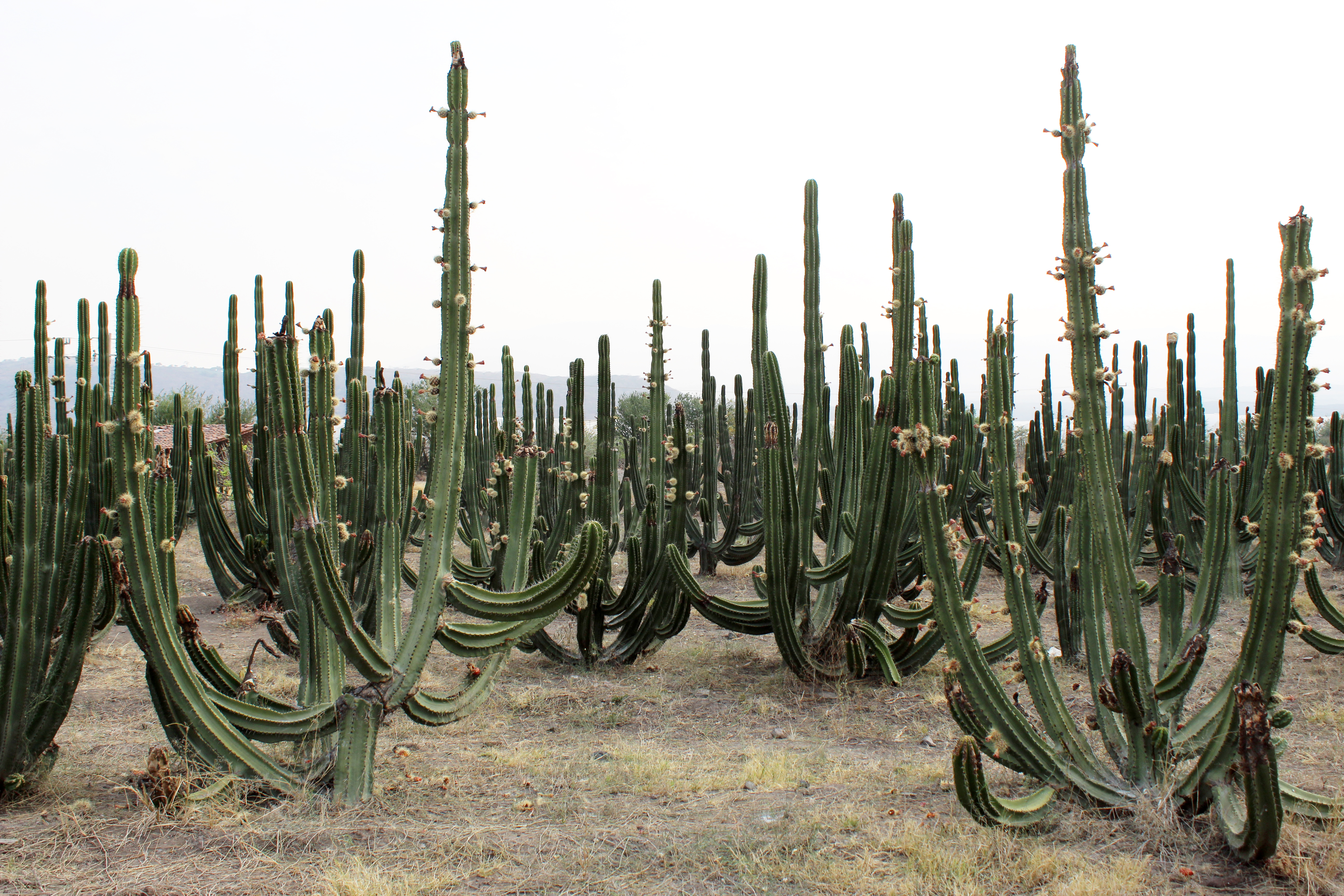
Culture (Jalisco).
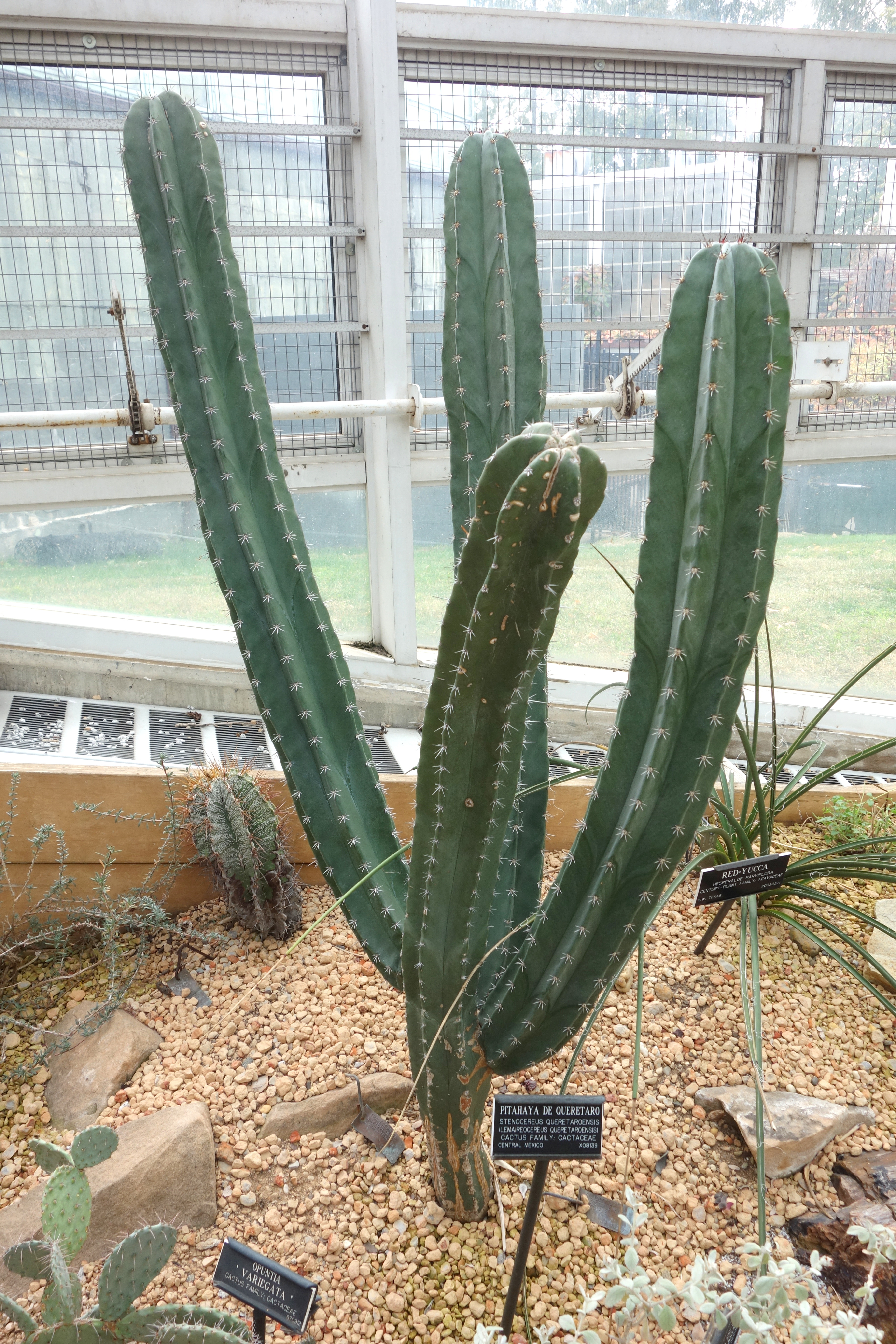
Jeune plant.
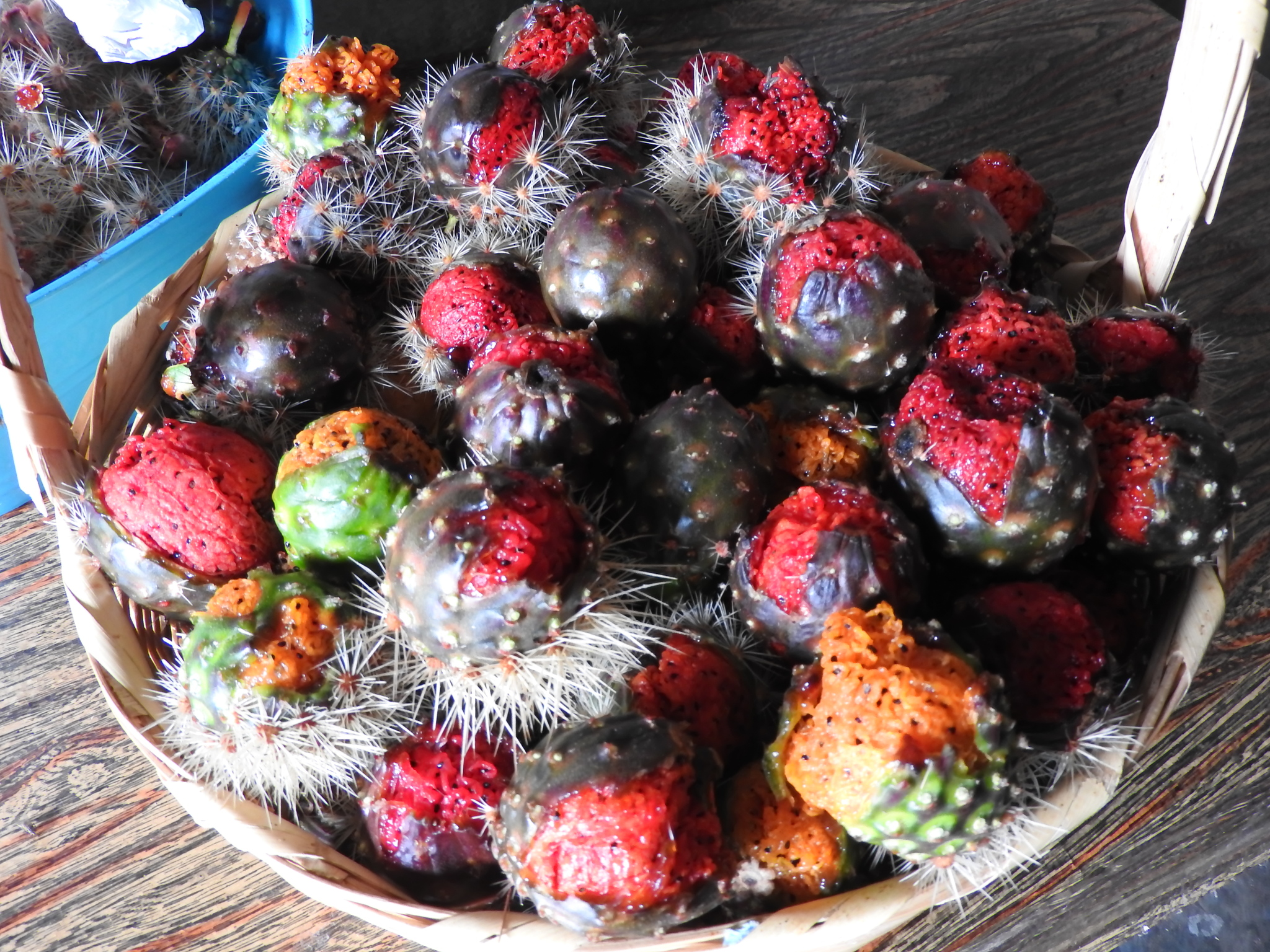
Plateau de fruits.
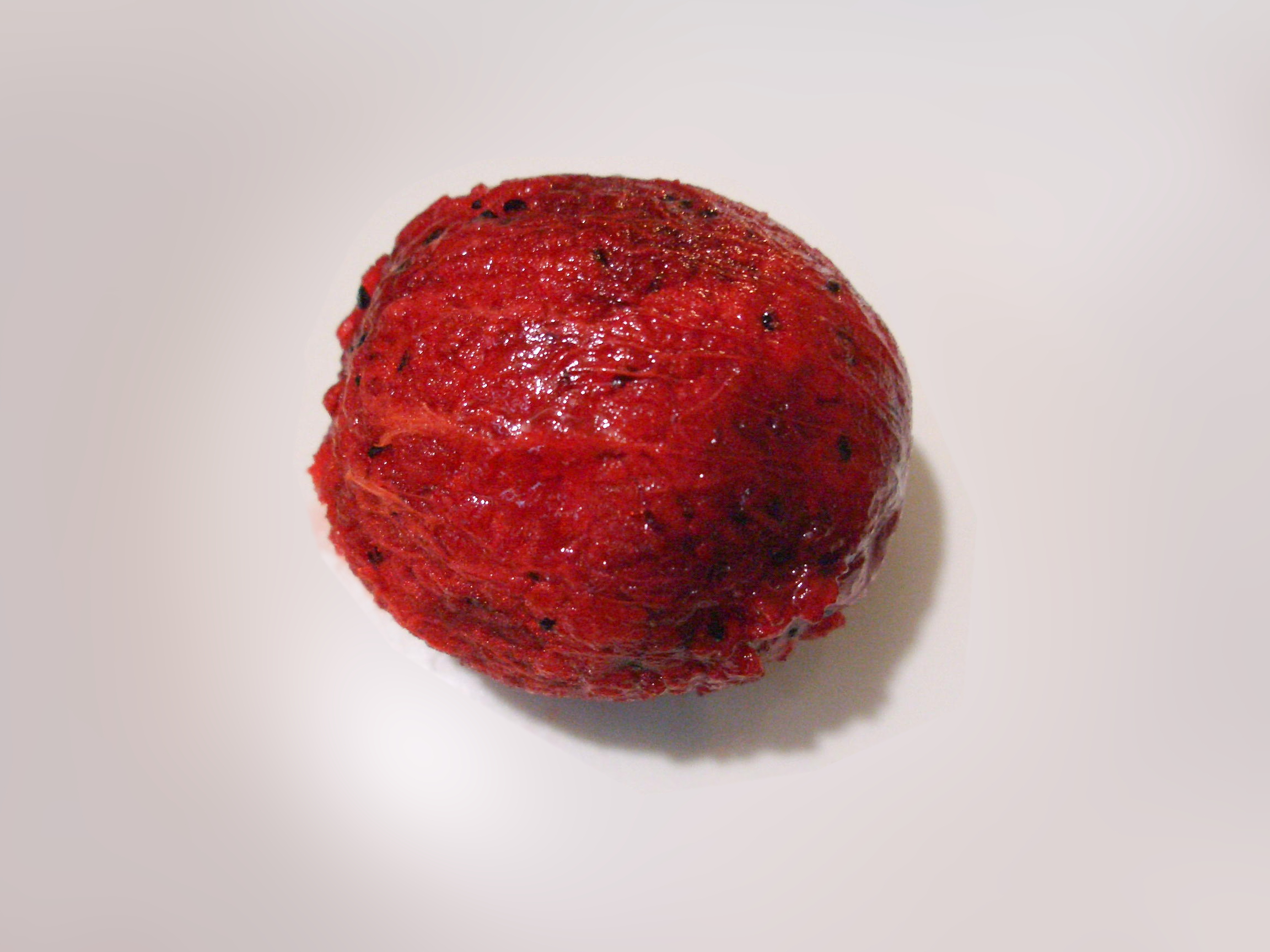
Fruit pelé.